# Зенитная пулемётная дивизия ПВО
Зенитная пулеметная дивизия ПВО (зенпулд ПВО) — тактическое формирование (соединение, дивизия) войск противовоздушной обороны (ВПВО), состоящее из управления (штаба), частей и подразделений вооружённых сил государства.

## Назначение дивизии
Зенитная пулеметная дивизия ПВО предназначена для борьбы с воздушным противником и решения боевых задач во взаимодействии с соединениями других родов Войск ПВО или самостоятельно.

## Состав дивизии
Зенитная пулеметная дивизия ПВО имела в своем составе:
- управление;
- от 3-х до 5-ти зенитных пулеметных полков;
- части и подразделения обеспечения и обслуживания.

## Выполнение задач
Свои задачи Зенитная пулеметная дивизия ПВО выполняла в назначенном районе боевых действий (дивизионном районе ПВО): прикрытие заводов, вокзалов, электростанций и других важные объектов Москвы от маловысотных и пикирующих самолетов противника.

## История
Всего в период с 30 мая по 15 июня 1943 года в Особой Московской армии ПВО на оснвоании Приказа НКО СССР было сформировано три зенитные пулеметные дивизии ПВО:
- 1-я зенитная пулеметная дивизия ПВО;
- 2-я зенитная пулеметная дивизия ПВО;
- 3-я зенитная пулеметная дивизия ПВО,

которые вошли в состав Московского фронта ПВО.
В состав каждой дивизии входило до 5 зенитных пулеметных полков, на их вооружении имелось 250 крупнокалиберных пулеметов. Этими соединениями соответственно командовали: подполковники Ф. Ф. Лесков, Б. Г. Басин и З. В. Емельянов. Первым двум 16 мая 1944 г. были присвоены очередные воинские звания «полковник», а командиром 3-й зенитной пулеметной дивизии ПВО 9 мая 1944 г. был назначен полковник Н. М. Накашидзе.
К концу 1943 года все пулеметные дивизии были полностью перевооружены крупнокалиберными (12,7 мм) зенитными пулеметами ДШК.
В 1944 г. 2-я и 3-я дивизии были переформированы соответственно в 91-ю и 89-ю зенитные артиллерийские дивизии ПВО. 1-я зенитная пулеметная дивизия ПВО с апреля 1944 г. находилась в составе Северного фронта ПВО, а с декабря 1944 г. — Центрального фронта ПВО.